# Jekuthiel
Jekuthiel oder Jekutiel (hebräisch יְקוּתִיאֵל Jəqūtī'el; jiddisch Jekusi'el) ist ein biblischer, hebräischer Name. Er bedeutet „Gott ernährt/erhält“ oder „Gott behütet/schützt“.

## Namensträger
- Jekutiel Blitz (um 1678), jüdischer Gelehrter, verfasste die erste jiddische Übersetzung der Hebräischen Bibel
- Jekusiel Jehuda Teitelbaum (1808–1883), chassidischer Oberrabbiner von Stropkov (1833–1841) und Sziget (1858–1883)
- Jekusiel Jehuda Halberstam (1905–1994), chassidischer Rabbiner in Polen, Rumänien und den USA